# Consejo de Seguridad Pública y Defensa Nacional
El Consejo de Seguridad Pública y Defensa Nacional (C.S.P.D.N.) es el principal servicio de inteligencia de Panamá, creado por el decreto N°38 del 10 de febrero de 1990 como cuerpo asesor del Presidente de la República de Panamá en materia de seguridad y defensa de la nación. Esta agencia de inteligencia es presidida por el 
presidente y el secretario ejecutivo del C.S.P.D.N. El Consejo está limitado a la defensa, tácticas de investigación y la seguridad.

## Composición
Integrado por representantes del Secretario Ejecutivo del C.S.P.D.N., del director general de la Policía Nacional, director del Servicio Nacional Aeronaval, director del Servicio Nacional de Fronteras director del Servicio de Protección Institucional, del ministro de Relaciones Exteriores, del Sistema Nacional de Protección Civil, del director de Autoridad Aeronáutica Civil,  del Benemérito Cuerpo de Bomberos de Panamá, del Ministerio de Salud, de la Autoridad Nacional de los Servicios Públicos, de la Secretaría de Prensa y de la Asesoría Legal del Ministerio de la Presidencia.

## Funciones
Sus funciones son informar al Presidente de la República sobre los asuntos relacionados con el orden público incluyendo hechos o circunstancias que pongan poner en peligro la seguridad pública y la defensa nacional, tales como delitos contra la personalidad jurídica del Estado, como el terrorismo y el tráfico de narcóticos, y delitos contra el seguro colectivo.